# Voltja krov
Voltja krov (russisk: Волчья кровь) er en russisk spillefilm fra 1995 af Nikolaj Stambula.

## Medvirkende
- Jevgenij Sidikhin som Rodion Dobrykh
- Aleksandr Kazakov som Jerofej Serkov
- Sergej Garmasj som Frol Fortov
- Irbek Persajev som Batjur
- Jelena Pavlitjenko som Klavdija Dobrykh